# Haberlandmühle

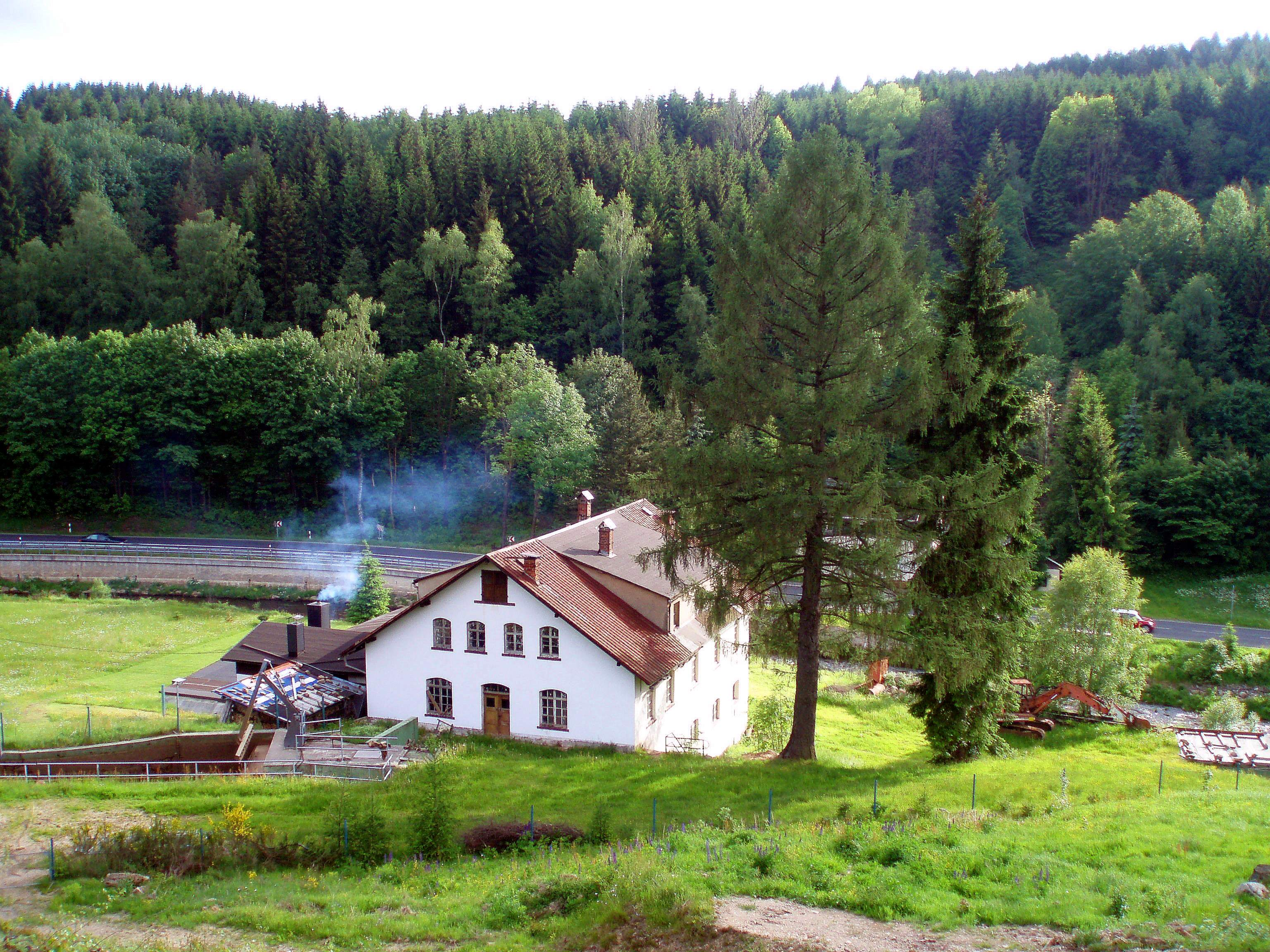
Haberlandmühle

Die Haberlandmühle bei Johanngeorgenstadt wurde im 17. Jahrhundert als Mahlmühle angelegt und wird heute als Wohnhaus genutzt. Im 19. Jahrhundert wurde im Inneren des Gebäudes das erste dauerhaft funktionierende Blechwalzwerk im Königreich Sachsen eingerichtet.

## Geographische Lage
Die Haberlandmühle befindet sich am nördlichen Ortsausgang von Johanngeorgenstadt in Richtung Erlabrunn im sächsischen Erzgebirge. Sie liegt unmittelbar an der rechten Seite des Schwarzwassers, zwischen der Einmündung des Seifenbachs und Albertthal. Wasser erhält sie durch einen insgesamt nur ca. 250 Meter langen Mühlgraben, dessen Wehr sich unmittelbar nach der Einmündung des Schwefelbaches in das Schwarzwasser befindet. Nordöstlich der Haberlandmühle mündet das Grüne Hirschbächel in das Schwarzwasser.

## Geschichte
Paul Haberland, ein Exulant aus Böhmen, ließ die nach ihm benannte Mühle nach dem Dreißigjährigen Krieg errichten.
Am Trinitatisfest 1716 wurde die Mühle von einer Diebesbande überfallen und ausgeraubt. Der Müller wurde mit vorgehaltener Pistole gezwungen, den Dieben sein Bargeld auszuhändigen. Danach wurden alle Anwesenden gefesselt und in den Keller gesperrt. Die Diebe flohen und wurden nie gefasst.
Überregionale Bekanntheit erreichte die Haberlandmühle durch den Getreidehändler und Wittigsthaler Hammerherrn Carl Gotthilf Nestler. 1826 lernte dieser in Johanngeorgenstadt den Goldschmied Daniel Schmidt kennen, der im Kellergewölbe seines Hauses zwei kleine Ständer mit jeweils einer kleinen, darin eingelegten Walze hatte, mit der er Gold plättete. Nestler versuchte daraufhin, dieses Prinzip auch zum Walzen von Blech zu verwenden und ein Blechwalzwerk anzulegen. Er erfuhr, dass bereits in England und Bayern Blech aus Eisen gewalzt wurde. Er reiste mit einem Zimmermeister nach Amberg, um das dortige Blechwalzwerk zu besichtigen und sich Anregungen zum Bau zu holen. Doch die versuchte Industriespionage wurde bemerkt und ihnen den Zutritt auf das Werksgelände nicht gestattet. Auf der Rückreise legten sie eine Rast beim Hammerherrn Rosenbaum in Schönheiderhammer ein, dem sie von ihrem Vorhaben erzählten. Wenig später ließ Rosenbaum in Schönheiderhammer ein Blechwalzwerk bauen. Doch die Wasserkraft der Zwickauer Mulde war zu schwach und die Walzen liefen zu langsam, sodass nach wenigen Monaten die Gerüste und Walzen verkauft werden mussten. Nestler bewarb sich darum und erhielt den Zuschlag. Er ließ in der Haberlandmühle das erste funktionierende Blechwalzwerk in Sachsen errichten.
1716 wurde unweit der Haberlandmühle der Neue Gemeinde Stolln gemutet.
Koordinaten: 50° 26′ 58″ N, 12° 43′ 35″ O